# Christian Christiansen
Christian Christiansen (Loenborg, 9 de outubro de 1843 — 28 de novembro de 1917) foi um físico dinamarquês.

## Obras
- Laerebog i fysik. Copenhague 1892
- Indledning til den mathematiske Fysik. 2 Volumes, 1887–1889
- Untersuchungen über die optischen Eigenschaften von fein verteilten Körpern - Erste Mittheilung. In: Annalen der Physik und Chemie (Leipzig), Nr. 23, p. 298–306, 1884
- Untersuchungen über die optischen Eigenschaften von fein verteilten Körpern - Zweite Mittheilung. In: Annalen der Physik und Chemie (Leipzig), Nr. 24, p. 439–446, 1885